# Sanglar (Reteh)
Sanglar is een bestuurslaag in het regentschap Indragiri Hilir van de provincie Riau, Indonesië. Sanglar telt 5999 inwoners (volkstelling 2010).